# Nezahualcóyotl (estación)
Nezahualcóyotl es una de las estaciones que forman parte del Metro de Ciudad de México, perteneciente a la Línea B. Se ubica al oriente del Estado de México, en el municipio de Nezahualcóyotl.

## Información general
Su icono es el glifo del municipio de Nezahualcóyotl y su nombre lo recibe por encontrarse en dicho municipio mexiquense. Anteriormente y hasta el año 2002 se llamó Continentes, teniendo como iconografía un mapamundi de estilo Mollweide, obteniendo el nombre debido a la avenida donde se encuentra la estación.

## Afluencia
En su correspondencia con la línea B el número total de usuarios, en esta estación, para el 2014 fue de 8 042 934 usuarios, el número de usuarios promedio para el mismo año fue el siguiente:
| Tipo de día   | Afluencia promedio |
| ------------- | ------------------ |
| Día festivo   | 13.159             |
| Día laboral   | 24.262             |
| Fin de semana | 17.407             |
| Anual         | 22.035             |

Así se ha visto la afluencia de la estación en los últimos 10 años:
| Afluencia Anual de Pasajeros | Afluencia Anual de Pasajeros | Afluencia Anual de Pasajeros | Afluencia Anual de Pasajeros | Afluencia Anual de Pasajeros | Afluencia Anual de Pasajeros |
| ---------------------------- | ---------------------------- | ---------------------------- | ---------------------------- | ---------------------------- | ---------------------------- |
| Año                          | Afluencia                    | A Diario                     | Ranking                      | Aumento%                     | Ref.                         |
| 2023                         | 6,783,680                    | 18,585                       | 63°/195                      | +14.05%                      | [ 3 ]                        |
| 2022                         | 5,947,863                    | 16,295                       | 65°/195                      | +39.66%                      | [ 3 ]                        |
| 2021                         | 4,258,836                    | 11,668                       | 71°/195                      | +57.13%                      | [ 4 ]                        |
| 2020                         | 2,710,341                    | 7,405                        | 131°/195                     | -67.65%                      | [ 5 ]                        |
| 2019                         | 8,378,849                    | 22,955                       | 65°/195                      | +3.22%                       | [ 6 ]                        |
| 2018                         | 8,117,663                    | 22,240                       | 74°/195                      | +0.08%                       | [ 7 ]                        |
| 2017                         | 8,111,393                    | 22,222                       | 70°/195                      | -7.78%                       | [ 8 ]                        |
| 2016                         | 8,795,582                    | 24,031                       | 63°/195                      | -1.37%                       | [ 9 ]                        |
| 2015                         | 8,917,944                    | 24,432                       | 62°/195                      | +1.30%                       | [ 10 ]                       |
| 2014                         | 8,803,387                    | 24,118                       | 63°/195                      | -4.12%                       | [ 11 ]                       |

## Salidas de la estación
- Oriente: Avenida Central y Av. Bosques de los Continentes, Colonia Bosques de Aragón.
- Poniente: Avenida Central y Av. Jorge Jiménez Cantú, Colonia Vergel de Guadalupe.
- Cuenta con salidas en el puente que cruza la Avenida Central y que da continuidad a la Av. Jorge Jiménez Cantú, del lado de la colonia Vergel de Guadalupe (Poniente) y que cruzando se convierte en Av. Bosques de los Continentes, en la colonia Bosques de Aragón (Oriente).